# Jens Byggmark
Jens Pontus Byggmark (Örebro, 22 augustus 1985) is een Zweedse voormalig alpineskiër. Hij vertegenwoordigde zijn vaderland op de Olympische Winterspelen 2010 in Vancouver.

## Carrière
Bij zijn wereldbekerdebuut, in januari 2005 in Kitzbühel, wist Byggmark niet te finishen. In november 2006 in Levi scoorde de Zweed dankzij een zesde plaats zijn eerste wereldbekerpunten. Op 27 januari 2007 boekte Byggmark in Kitzbühel zijn eerste wereldbekerzege, een dag later wist hij daar in Kitzbühel direct nog een zege aan toe te voegen. Op de wereldkampioenschappen alpineskiën 2007 in Åre wist de Zweed individueel geen resultaat neer te zetten. Samen met Patrik Järbyn, Markus Larsson, Hans Olsson, Anna Ottosson en Anja Pärson veroverde hij de zilveren medaille in de landenwedstrijd. In Val d'Isère nam Byggmark deel aan de wereldkampioenschappen alpineskiën 2009, op dit toernooi wist hij geen resultaat neer te zetten. Tijdens de Olympische Winterspelen van 2010 in Vancouver eindigde de Zweed als tweeëntwintigste op de slalom.
Op de wereldkampioenschappen alpineskiën 2011 in Garmisch-Partenkirchen sleepte Byggmark de zilveren medaille in de wacht op de slalom.

## Resultaten

### Olympische Spelen
| Jaar | Plaats    | Resultaten |
| ---- | --------- | ---------- |
| 2010 | Vancouver | 22e Slalom |

### Wereldkampioenschappen
| Jaar | Plaats            | Resultaten                                                 |
| ---- | ----------------- | ---------------------------------------------------------- |
| 2007 | Åre               | DNF Slalom · DNF Reuzenslalom · DNF Supercombinatie · Team |
| 2009 | Val d'Isère       | DNF Reuzenslalom DSQ Slalom                                |
| 2011 | Garmisch-P.       | Slalom                                                     |
| 2013 | Schladming        | 8e Slalom                                                  |
| 2015 | Vail/Beaver Creek | DNF2 Slalom                                                |

### Wereldbeker

#### Eindklasseringen
| Seizoen   | Algm | SL    | RS  | SC  |
| --------- | ---- | ----- | --- | --- |
| 2006/2007 | 15e  | Brons | 49e | 33e |
| 2007/2008 | 30e  | 10e   | 45e | 28e |
| 2008/2009 | 94e  | 35e   | -   | 41e |
| 2009/2010 | 102e | 36e   | -   | -   |
| 2010/2011 | 46e  | 16e   | -   | -   |
| 2011/2012 | 36e  | 9e    | -   | -   |
| 2012/2013 | 25e  | 8e    | -   | -   |
| 2014/2015 | 59e  | 19e   | -   | -   |
| 2015/2016 | 73e  | 19e   | -   | -   |
| 2016/2017 | 126e | 19e   | -   | -   |

#### Wereldbekerzeges
| Datum           | Plaats    | Onderdeel |
| --------------- | --------- | --------- |
| 27 januari 2007 | Kitzbühel | Slalom    |
| 28 januari 2007 | Kitzbühel | Slalom    |